# Palissage
 (novembre 2008).
Si vous disposez d'ouvrages ou d'articles de référence ou si vous connaissez des sites web de qualité traitant du thème abordé ici, merci de compléter l'article en donnant les références utiles à sa vérifiabilité et en les liant à la section « Notes et références ».

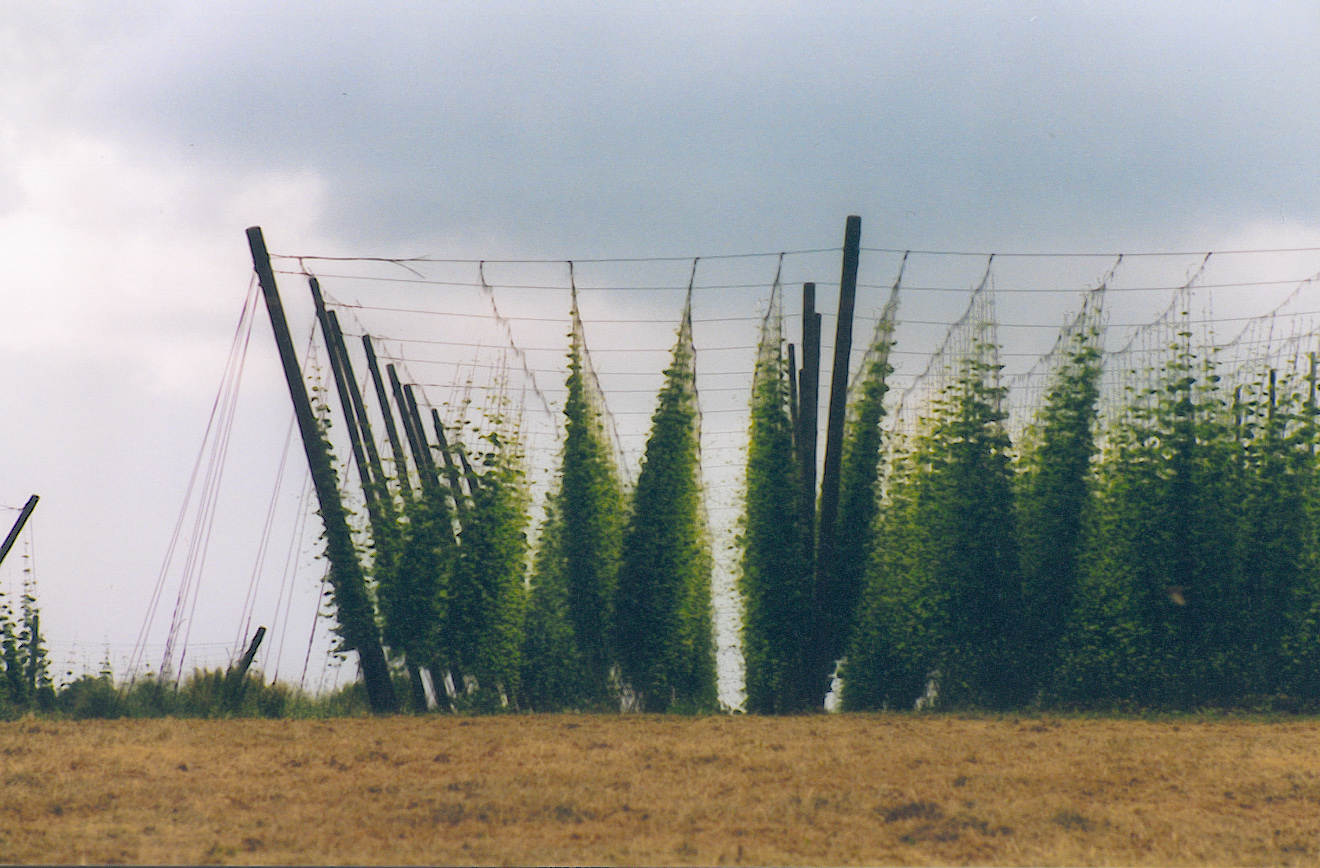
Palissage du houblon.

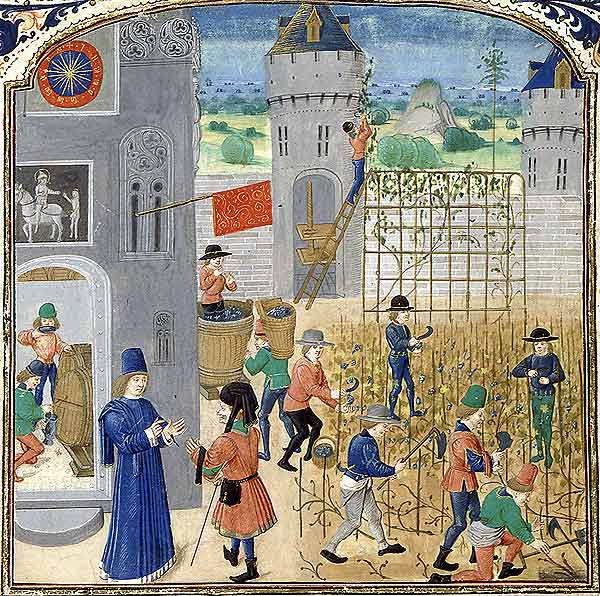
Sur cette page enluminée du livre IV Rustican de Pietro de' Crescenzi (troisième quart du XVe siècle) consacrée à la viticulture et viniculture, plusieurs opérations sont réunies : plantation, façon de la vigne (palissage, taille), vendange, foulage, dégustation du vin.

Le palissage est une technique agricole qui consiste à conduire une plante sur une structure en y attachant ses tiges et ses branches à l’aide de liens, pour les orienter dans une direction déterminée, dans le but d’en améliorer la qualité et le rendement. Cette technique est notamment utilisée dans les domaines de la viticulture, de l’arboriculture, mais intéresse aussi la production de houblon et certaines cultures maraîchères. Si le système est simple (un tuteur et un lien par exemple), on doit parler de « tuteurage ». Si le système est sophistiqué on parle alors de « palissage ».
Par extension, le palissage est aussi le nom de la filière qui regroupe l’ensemble des fabricants d’accessoires commercialisés pour la production viticole et l’arboriculture fruitière en dehors des engrais et des produits phytosanitaires.
Pour palisser, on utilise des piquets sur lesquels on tend des fils. À l’extrémité du rang, on met un piquet de tête et une amarre qui vont maintenir l’ensemble en place. On utilise aussi un certain nombre d’accessoires qui vont améliorer l’ensemble et faciliter le travail de l’agriculteur.

## Objectif
Le palissage recouvre plusieurs objectifs, le premier d’entre eux consiste à augmenter l’efficacité de la photosynthèse en optimisant la surface foliaire exposée aux rayonnements solaires. Entre une vigne qui rampe par terre et une plante palissée, la surface de feuille correctement exposée au soleil est très différente. De plus, le fait d’avoir une végétation orientée vers le haut, laissant la place aux passages d’outils de travail du sol, de fertilisation ou de pulvérisation, est un élément intéressant du palissage, surtout vu sous l'angle de la mécanisation. Enfin, la facilité à appliquer les traitements phytosanitaires et la mise hors des zones gélives au printemps (gel de rayonnement) de la végétation sont des éléments non négligeables à porter au bénéfice du palissage.

## Technique

Schéma explicatif du palissage.

Quelles que soient les cultures et les techniques, le palissage consiste à offrir un « squelette » propre à supporter et à orienter la croissance d’un végétal. Selon les traditions régionales, les caractéristiques et les contraintes agronomiques, il peut revêtir plusieurs formes. Pour ce qui est de la vigne, on peut citer la forme « guyot » simple ou double, la forme « en lyre » ou « arcure » simple ou double aussi.

## Matériel

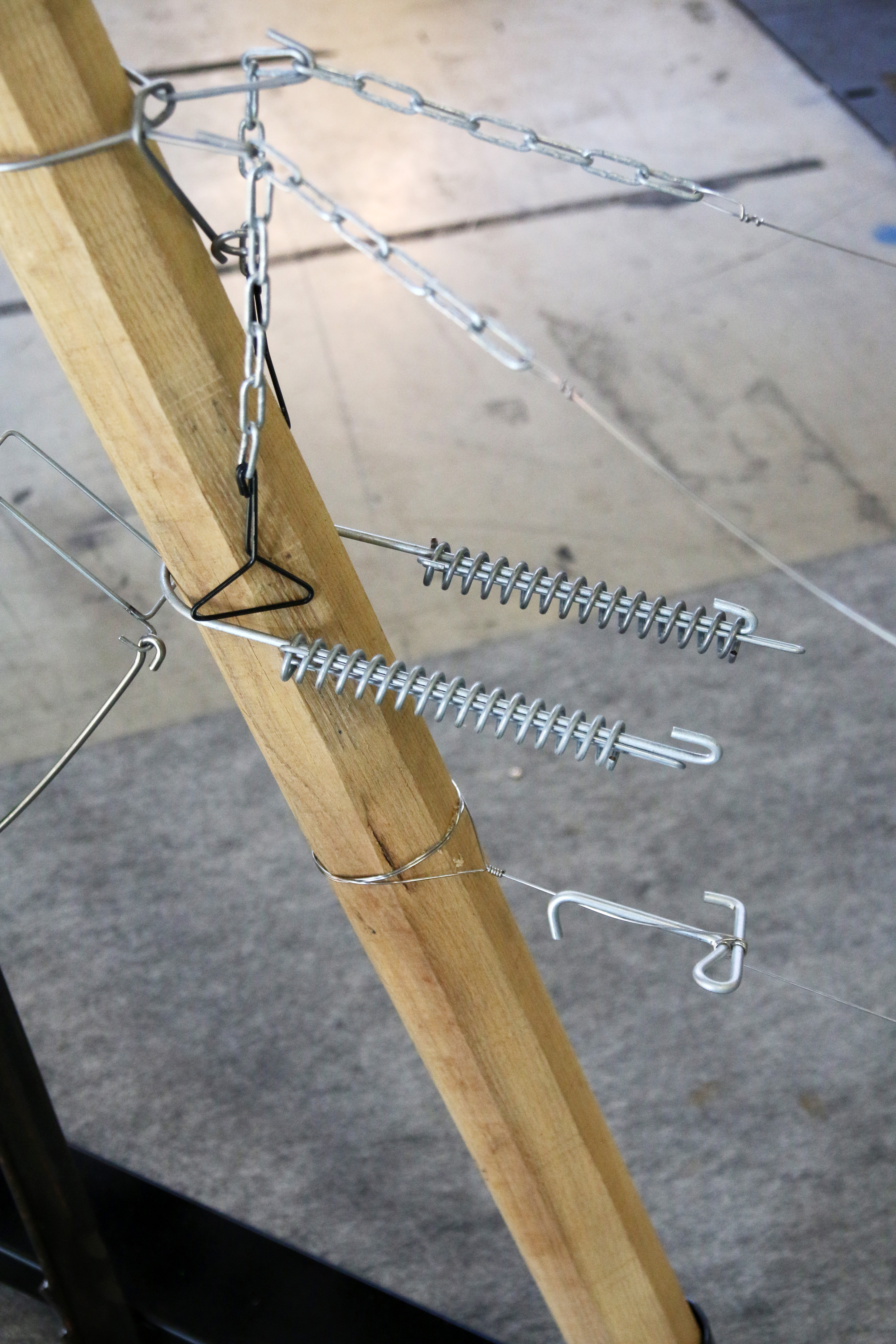
Différents systèmes d'attache des fils sur un piquet de tête.

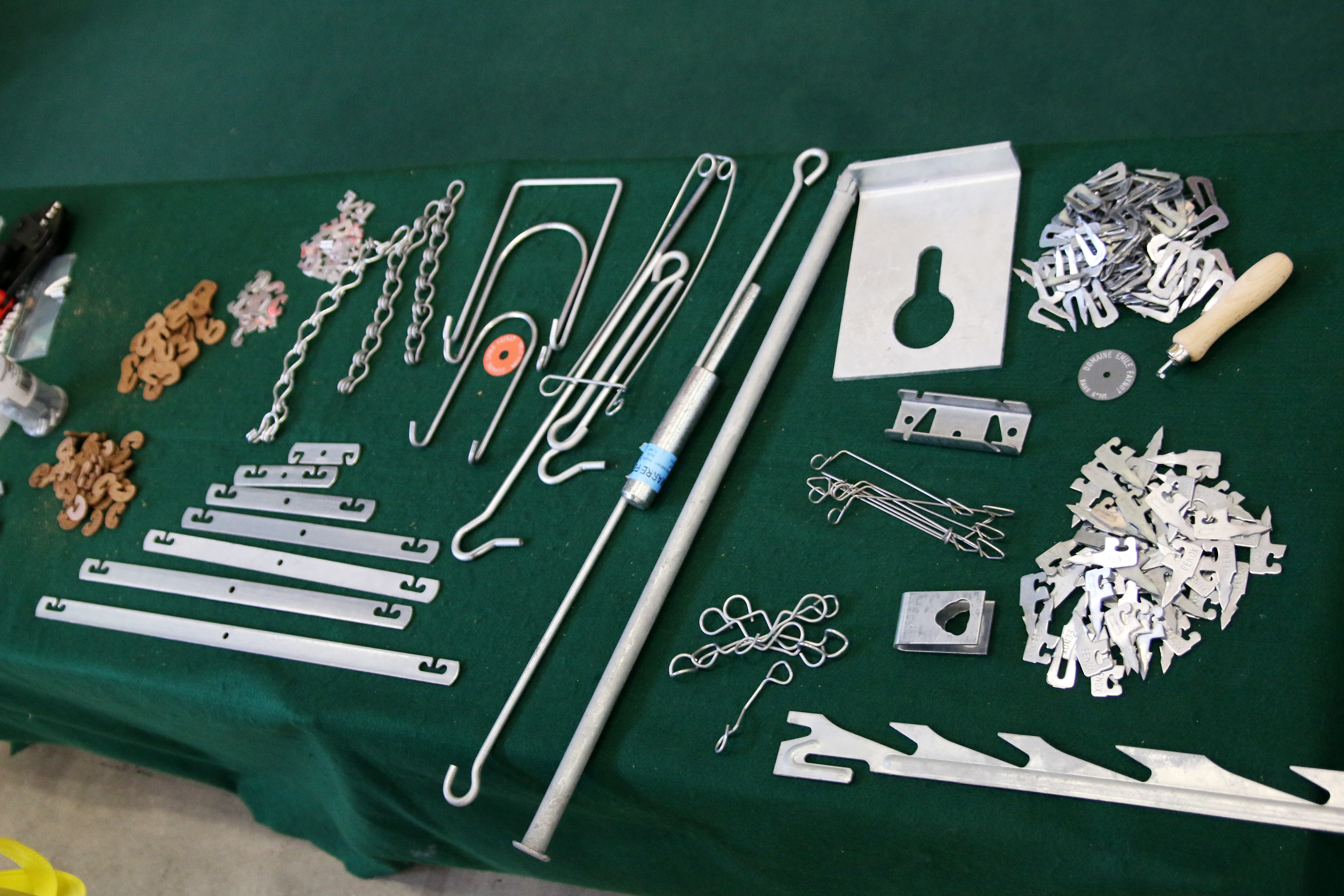
Agrafes (gauche), tirants (centre), attaches (droite), pour le maintien des fils entre eux, et sur les piquets du rang.

La base du palissage s’effectue en tendant des fils sur des piquets. Pour ce faire, on utilise des fils porteurs (qui supportent le poids de la végétation), des fils releveurs (qui sont remontés et accrochés sur les piquets lors de l’opération de relevage au fur et à mesure de la croissance annuelle de la plante), des fils d’amarres (pour maintenir l’ensemble piquet de tête et amarre), et des piquets qui sont soit de tête (en bout de rang), soit intermédiaires (piquets de rang). Ils ont dans les deux cas des fonctions et des caractéristiques différentes. Le piquet de tête solidarise l’installation avec le sol au moyen d’une amarre, alors que le piquet intermédiaire reprend la charge de l’installation existant entre deux piquets de rang.
Les amarres sont adaptées en fonction du type de sol, elles s’ancrent dedans pour tenir les charges de l’installation. Divers autres accessoires sont couramment utilisés dans la réalisation d’un palissage comme des tendeurs, des rehausses, des agrafes, des écarteurs, etc. ; par extension sont regroupés dans la famille des équipements de palissages divers objets comme les tuteurs, les protections de plantation, les filets pare-grêle ou pare-oiseaux, les liens d’attache et de palissage, etc.
Les équipements utilisés dans le palissage sont généralement fabriqués en matières naturelles comme le bois, le sisal, le  métal… ou dans des matières plastiques, soit du polypropylène, du polyéthylène, des polyesters, etc.